# Boklotteriets stipendiater 1961
Boklotteriet startade 1948 på initiativ av författaren Carl-Emil Englund. Överskottet för Boklotteriet 1960 blev cirka 240 000 kronor. Antalet lotter för Boklotteriet 1960 var 850 000. På våren 1961 var det dags att utse stipendiater.
Följande författare belönades med stipendier under 1961:
10 000 kronor
- Werner Aspenström
- Pär Rådström

5 000 kronor
- Petter Bergman
- Lars Gustafsson
- Åke Wassing

3 000 kronor
- Gunnar Edman
- Ingeborg Erixson
- Lasse Söderberg

2 000 kronor
- Gunnar Eddegren
- Loka Enmark
- Jan Myrdal
- Matts Rying

Övriga stipendier
- Ingemar Gustafsson  5 000 kronor
- Charles Behrens  2 000 kronor
- Folke Karlsson  2 000 kronor
- Ingrid Rosell-Lindahl  2 000 kronor
- Walter Dickson  1 000 kronor
- Nils Ferlin  1 000 kronor
- Waldemar Hammenhög  1 000 kronor
- Helmer Linderholm  1 000 kronor
- Margareta Suber-Topelius  1 000 kronor

Stipendier till barn- och ungdomsförfattare
- Eva Billow  3 000 kronor
- Britt G. Hallqvist  3 000 kronor
- Harry Iseborg  3 000 kronor
- Anna-Lisa Wärnlöf  3 000 kronor
- Greta Bolin  2 500 kronor för insatser på barnboksområdet
- Eva von Zweigbergk  2 500 kronor för insatser på barnboksområdet

Stipendier från Arbetarnas bildningsförbund som erhållit medel från Boklotteriet
- Sture Andersson  2 500 kronor
- Bo Sköld  2 500 kronor

Stipendium från Aftonbladet som erhållit medel från Boklotteriet
- Birgitta Trotzig  10 000 kronor

Stipendier från Landsbygdens stipendienämnd som erhållit medel från Boklotteriet
- Maj-Britt Eriksson  4333:34 kronor
- Walter Dickson  4333:33 kronor
- Folke Fridell  4333:33 kronor

Stipendier från tidningen Vi som erhållit medel från Boklotteriet
- Sivar Arnér 5 000 kronor
- Zenia Larsson  2 500 kronor
- Emil Hagström  2 500 kronor

Stipendium från Fib:s lyrikklubb som erhållit medel från Boklotteriet
- Ingemar Leckius  5 000 kronor

Boklotteriets stora pris sedermera Litteraturfrämjandets stora pris på 25 000 kronor
- Artur Lundkvist

Boklotteriets stora romanpris sedermera Litteraturfrämjandets stora romanpris om 15 000 kronor
- Lars Gyllensten

Boklotteriets stipendiater för övriga år finns angivna i
- 1949 Boklotteriets stipendiater 1949
- 1950 Boklotteriets stipendiater 1950
- 1951 Boklotteriets stipendiater 1951
- 1952 Boklotteriets stipendiater 1952
- 1953 Boklotteriets stipendiater 1953
- 1954 Boklotteriets stipendiater 1954
- 1955 Boklotteriets stipendiater 1955
- 1956 Boklotteriets stipendiater 1956
- 1957 Boklotteriets stipendiater 1957
- 1958 Boklotteriets stipendiater 1958
- 1959 Boklotteriets stipendiater 1959
- 1960 Boklotteriets stipendiater 1960
- 1961 Boklotteriets stipendiater 1961
- 1962 Boklotteriets stipendiater 1962
- 1963 Boklotteriets stipendiater 1963
- 1964 Boklotteriets stipendiater 1964
- 1965 Litteraturfrämjandets stipendiater 1965
- 1966 Litteraturfrämjandets stipendiater 1966
- 1967 Litteraturfrämjandets stipendiater 1967
- 1968 Litteraturfrämjandets stipendiater 1968
- 1969 Litteraturfrämjandets stipendiater 1969
- 1970 Litteraturfrämjandets stipendiater 1970
- 1971 Litteraturfrämjandets stipendiater 1971
- 1972 Litteraturfrämjandets stipendiater 1972